# Frankliniella occidentalis
Frankliniella occidentalis és un insecte de l'ordre dels tisanòpters originari d'Amèrica del Nord. Pot esdevenir una plaga important en agricultura que s'ha estès a altres continents incloent Europa, Austràlia i Amèrica del Sud a través del transport de material vegetal infestat. S'ha documentat que s'alimenta de més de cinc-centes espècies de plantes hoste. Ha sigut inclòs la llista de les 100 espècies invasores més nocives d'Europa i del Catálogo español de especies exóticas invasoras.
El mascle adult fa un mil·límetre de llargada i la femella és lleugerament més grossa (1,4 mm). La majoria d'aquests insectes són femelles i es reprodueixen per partenogènesi. Presenten un color variable que varia del groc al marró. Els adults tenen forma allargada i amb dos parells d'ales. Els ous són blancs, ovals i en forma de ronyó d'uns 0,2 mm de llargada. Les nimfes són groguenques i amb els ulls vermells.
La llargada del seu cicle biològic varia segons la temperatura, els adults viuen de dos a cinc setmanes o més. Cada femella pon de 40 a 100 ous en els teixits de les plantes, sovint en les flors. Perjudiquen les plantes per diferents motius, per exemple, durant l'alimentació roseguen les plantes deixant forats i zones platejades i descolorides, com a reacció de la planta a la saliva de l'insecte. A més, les nimfes s'alimenten dels fruits recentment quallats. També són vectors del principal virus de les plantes, anomenat virus del bronzejat del tomàquet, en anglès tomato spotted wilt virus, que provoca una malaltia greu a les plantes.
F. occidentalis és encara més destructiva en temps humit. Es poden reduir els danys mitjançant la plantació de barreres amb plantes no hostatgeres de trips al voltant dels cultius i l'eliminació de plantes reservori, per les quals aquests tisanòpters se senten especialment atrets, com és l'herba queixalera (Datura stramonium). Per al control biològic els seus enemics naturals inclouen insectes del gènere Orius. També ho és el fong entomopatògen Metarhizium anisopliae.
Com que se senten atrets pels color brillants, poden mossegar humans que portin roba de colors llampants; però com que no s'alimenten de sang, la seva picada no és perillosa, tot i que pot irritar la pell.